# Smittia brevifurcata
Smittia brevifurcata är en tvåvingeart som först beskrevs av Edwards 1926.  Smittia brevifurcata ingår i släktet Smittia och familjen fjädermyggor. Inga underarter finns listade i Catalogue of Life.